# Unruh-Effekt
Der Unruh-Effekt ist eine Vorhersage der Quantenfeldtheorie:
Ein im Vakuum beschleunigter Beobachter sieht anstelle des Vakuums ein Gas von Elementarteilchen, z. B. Photonen, Elektronen oder Positronen. Dies ist eine Folge von lokalen Fluktuationen der Vakuums. Die Temperatur {\displaystyle T} dieses Gases ist proportional zur Beschleunigung.
{\displaystyle T={\frac {\hbar }{2\pi k_{\mathrm {B} }c}}\cdot a\approx 4.06\times 10^{-21}\,\mathrm {K{\cdot }s^{2}{\cdot }m^{-1}} \times a.}
Dabei bedeutet
- {\displaystyle \hbar } die reduzierte Planck-Konstante
- {\displaystyle k_{\mathrm {B} }} die Boltzmann-Konstante
- {\displaystyle c} die Lichtgeschwindigkeit.
- {\displaystyle a} die Beschleunigung

Der Effekt wurde 1976 von William Unruh vorhergesagt.
Es besteht ein enger Zusammenhang mit der Hawking-Strahlung Schwarzer Löcher, auf den Unruh bereits in seiner Originalarbeit hinwies: Ein knapp über dem Ereignishorizont eines schwarzen Loches fixierter Beobachter ist einem Schwerefeld ausgesetzt. Nach dem Äquivalenzprinzip entspricht das Schwerefeld einer Beschleunigung, und der Beobachter sieht daher eine Strahlung mit der entsprechenden Unruh-Temperatur. Diese Strahlung erreicht einen weit vom schwarzen Loch entfernt ruhenden Beobachter (nach gravitativer Rotverschiebung) als Hawking-Strahlung.
Die Unruh-Temperatur {\displaystyle T} ist außerordentlich klein: Für eine Beschleunigung, die auf einer Strecke von einem Mikrometer relativistische Geschwindigkeit erreicht, liegt die Temperatur knapp unter dem Niveau des kosmischen Mikrowellenhintergrunds. Um eine Temperaturänderung von einem Grad Celsius (oder einem Kelvin) zu erleben, müsste man um 1020 m/s2 beschleunigen, also in 10−12 s von 0 auf 90 % der Lichtgeschwindigkeit.
Der Unruh-Effekt beschreibt physikalische Vorgänge aus der Sicht eines beschleunigten Beobachters oder Objekts. So kann ein beschleunigter Detektor, der an ein quantisiertes Feld gekoppelt wird, das sich in einem Vakuumzustand bezüglich eines Inertialsystems befindet, die lokalen Fluktuationen des Vakuums registrieren.

## Möglichkeit einer experimentellen Verifikation
Eine experimentelle Verifikation mit direkter Messung der Temperatur ist wegen der erforderlichen großen Beschleunigung aussichtslos.
Der Unruh-Effekt ist aber verwendbar, um Rechnungen für Phänomene im ruhenden oder beschleunigten Koordinatensystem auszuführen. Ein Beispiel ist die Depolarisierung von Elektronen in Speicherringen. Bei diesem Analogon zum Unruh-Effekt stimmen Theorie und Experiment überein.
Hawking-Strahlung, ein anderes Analogon des Unruh-Effekts, wäre beobachtbar, wenn es schwarze Löcher gäbe, mit einer Masse kleiner etwa als die des Zwergplaneten Ceres.

## Schematische Herleitung
Der Unruh-Effekt wird oft durch Entwickeln von Quantenfeldern in Eigenmoden in verschiedenen Koordinatensystemen hergeleitet. Gleichsetzen der Felder und Vergleich der Fourier-Moden führt dann über eine Bogoliubov-Transformation zum Ziel. Herleitungen dieser Art kaschieren eher die geometrische Natur des Effekts. Ausgangspunkt einer allgemeineren Herleitung sind die Matrixelemente des Vakuum-Dichteoperators {\displaystyle \rho _{\Omega }} einer Quantenfeldtheorie
mit Feldern {\displaystyle \phi },
{\displaystyle \left\langle \phi _{1}\right|\rho _{\Omega }\left|\phi _{0}\right\rangle =\left\langle \phi _{1}\left|\Omega \right.\right\rangle \left\langle \Omega \left|\phi _{0}\right.\right\rangle ={\mathcal {N\lim _{\beta \rightarrow \infty }}}\left\langle \chi \right|\mathrm {e} ^{-\beta H}\left|\phi _{0}\right\rangle \left\langle \phi _{1}\right|\mathrm {e} ^{-\beta H}\left|\chi \right\rangle .}
Hierbei ist {\displaystyle \left|\Omega \right\rangle } der quantenmechanische Grundzustand
mit Energie {\displaystyle 0}, die Symbole {\displaystyle \left|\phi _{0}\right\rangle }, {\displaystyle \left|\phi _{1}\right\rangle }
bzw. {\displaystyle \left|\chi \right\rangle } bezeichnen quantenmechanische Zustände mit vorgegebener Konfiguration der Felder.
In {\displaystyle \phi }-Darstellung ist (schematisch) z. B. {\displaystyle \left\langle \phi \left|\phi _{0}\right.\right\rangle =\psi _{0}\left(\phi \right)=\Pi _{\mathbf {x} }\delta \left(\phi \left(\mathbf {x} \right)-\phi _{0}\left(\mathbf {x} \right)\right)}.
Der Zustand {\displaystyle \left|\chi \right\rangle } ist beliebig, die einzige
Forderung ist {\displaystyle \left\langle \Omega \left|\chi \right.\right\rangle \neq 0.}
Das Symbol {\displaystyle H} steht für den Hamiltonoperator des Systems, so dass
{\displaystyle e^{-\beta H}} bei großem {\displaystyle \beta } auf den Grundzustand {\displaystyle \left|\Omega \right\rangle }
projiziert. Das Symbol {\displaystyle {\mathcal {N}}} ist ein Normierungsfaktor.
Auf der rechten Seite der Gleichung für {\displaystyle \rho _{\Omega }} erkennt man die Entwicklung eines generischen Zustands {\displaystyle \left|\chi \right\rangle }
in imaginärer Zeit {\displaystyle \tau } von {\displaystyle \tau =-\infty } zu einem Zustand {\displaystyle \left|\phi _{1}\right\rangle }
bei {\displaystyle \tau =0}. Bei {\displaystyle \tau =0} ändert sich die Wellenfunktion unstetig
zu {\displaystyle \left|\phi _{0}\right\rangle }, und entwickelt sich dann weiter zu {\displaystyle \left|\chi \right\rangle } bei {\displaystyle \tau =\infty }.

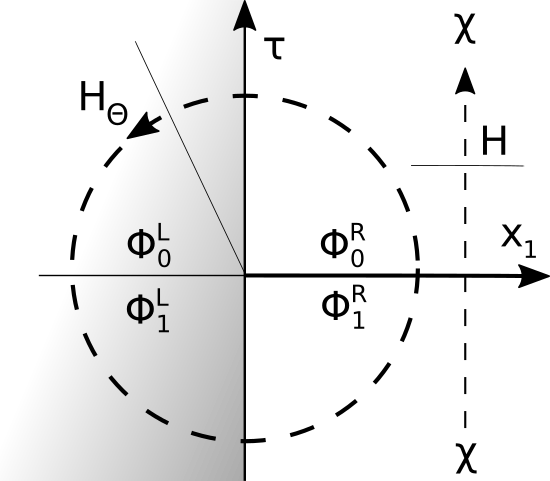
Randbedingungen für die -Felder in der --Ebene für eine Berechnung der Vakuum-Dichtematrix. Die Wirkung der Transfer-Matrizen und ist mit gestrichelten Linien angedeutet.

Es werde jetzt zwischen den Feldern {\displaystyle \phi =\phi ^{R}} bei {\displaystyle x_{1}>0}
und den Feldern {\displaystyle \phi =\phi ^{L}} bei {\displaystyle x_{1}<0} unterschieden (es reicht, sich auf ein System mit nur einer Raumdimension zu beschränken).
Der Vakuum-Dichteoperator ist dann
{\displaystyle \left\langle \phi _{1}^{R}\phi _{1}^{L}\right|\rho _{\Omega }\left|\phi _{0}^{R}\phi _{0}^{L}\right\rangle ={\mathcal {N}}\lim _{\beta \rightarrow \infty }\left\langle \chi \right|\mathrm {e} ^{-\beta H}\left|\phi _{0}^{R}\phi _{0}^{L}\right\rangle \left\langle \phi _{1}^{R}\phi _{1}^{L}\right|\mathrm {e} ^{-\beta H}\left|\chi \right\rangle .}
Es werde angenommen, dass nur die Felder {\displaystyle \phi ^{R}} bei {\displaystyle x_{1}>0} von Interesse sind. Technisch läuft dies auf die Spur des Dichteoperators
hinaus. D.h. bei {\displaystyle x_{1}<0} ist {\displaystyle \phi _{0}^{L}=\phi _{1}^{L}} zu setzen und über die {\displaystyle \phi _{0}^{L}} ist zu integrieren. Das Ergebnis ist
die reduzierte Dichtematrix für den Bereich {\displaystyle x_{1}>0},
{\displaystyle \left\langle \phi _{1}^{R}\right|\rho _{\Omega }^{R}\left|\phi _{0}^{R}\right\rangle ={\mathcal {N}}\lim _{\beta \rightarrow \infty }\left\langle \chi \right|\mathrm {e} ^{-\beta H}\left|\phi _{0}^{R}\right\rangle \left\langle \phi _{1}^{R}\right|\mathrm {e} ^{-\beta H}\left|\chi \right\rangle .}
Der Rest der Herleitung ist reine Geometrie und Interpretation. Der Ausdruck rechts ist interpretierbar als die Entwicklung eines generischen
Zustands {\displaystyle \left|\chi \right\rangle } in imaginärer Zeit von {\displaystyle \tau =-\infty }
bis {\displaystyle \tau =0.} Bei {\displaystyle \tau =0^{-}} und {\displaystyle x_{1}>0} ist die Feldkonfiguration
{\displaystyle \left|\phi _{1}^{R}\right\rangle } vorgegeben, bei {\displaystyle \tau =0^{+}}
und {\displaystyle x_{1}>0} ist die Feldkonfiguration {\displaystyle \left|\phi _{0}^{R}\right\rangle }
vorgegeben. Bei {\displaystyle \tau =0} und {\displaystyle x_{1}<0} gibt es keine Unstetigkeit
mehr. Ab {\displaystyle \tau >0} entwickelt sich die Wellenfunktion zu {\displaystyle \left|\chi \right\rangle }.
Man kann jetzt folgendermaßen argumentieren.
- Quantenfeldtheorien mit imaginärer Zeitvariable sind Feldtheorien der klassischen statistischen Physik. Die imaginäre Zeitvariable {\displaystyle \tau } ist dabei nur eine weitere Raumdimension (die Äquivalenz ist in der Pfadintegraldarstellung der Quantenfeldtheorie explizit realisiert).
- Der Hamilton-Operator {\displaystyle H} der Quantenfeldtheorie entspricht der Transfer-Matrix der klassischen Feldtheorie ({\displaystyle H} ist ein Generator, die Transfer-Matrix ist eine kleine Transformation {\displaystyle \mathrm {e} ^{-\epsilon H}}).
- Der Erwartungswert {\displaystyle \left\langle \phi _{1}^{R}\right|\rho _{\Omega }^{R}\left|\phi _{0}^{R}\right\rangle } mit einer Unstetigkeit bei {\displaystyle \tau =0,} {\displaystyle x_{1}>0} lässt sich anstatt von {\displaystyle \tau =-\infty } bis {\displaystyle \tau =\infty } auch in Polarkoordinaten {\displaystyle x_{1}=\rho \cos \theta }, {\displaystyle \tau =\rho \sin \theta } auswerten. Die Unstetigkeit tritt dann bei {\displaystyle \theta =2\pi } auf.
- Die klassische Feldtheorie zu einer relativistisch invarianten Quantenfeldtheorie ist räumlich isotrop, es gibt daher überall eine Transfer-Matrix in beliebige Richtung, insbesondere auch in {\displaystyle \theta }-Richtung. Die Vakuum-Dichtematrix des Halbraums {\displaystyle x_{1}>0} lässt sich daher schreiben {\displaystyle \left\langle \phi _{1}^{R}\right|\rho _{\Omega }^{R}\left|\phi _{0}^{R}\right\rangle ={\mathcal {N}}\left\langle \phi _{1}^{R}\right|\mathrm {e} ^{-2\pi H_{\theta }}\left|\phi _{0}^{R}\right\rangle .}

Ausgedrückt durch eine lokale Transfer-Matrix schreibt sich die Exponentialfunktion {\displaystyle \mathrm {e} ^{-2\pi \rho h_{\theta }}},
wobei {\displaystyle h_{\theta }} um eine {\displaystyle \rho }-unabhängige Länge transferiert. Dies entspricht lokal einer thermischen Zustandsdichte mit reziproker Temperatur {\displaystyle 2\pi \rho =\beta =1/k_{\mathrm {B} }T} und Energie {\displaystyle h_{\theta }}.
Das zu dieser thermischen Zustandsdichte gehörende physikalische Bezugssystem ergibt sich, wenn man die (formal) imaginäre Zeit {\displaystyle \theta } reell macht, d. h. {\displaystyle \theta =\mathrm {i} \eta }. Die Polarkoordinaten werden dann zu Rindler-Koordinaten
für den Keil {\displaystyle x_{1}>0}, {\displaystyle \left|\tau \right|<\left|x_{1}\right|}. Ein Beobachter
bei konstanter Rindler-Koordinate {\displaystyle \rho } ist einer konstanten Beschleunigung
{\displaystyle a=1/\rho } ausgesetzt, und die Vakuum-Dichtematrix wird zu einer thermischen Dichtematrix mit der Unruh-Temperatur. Bei {\displaystyle t>0} und {\displaystyle x_{1}<0} ausgesendete Signale erreichen einen Beobachter bei konstanter Rindler-Koordinate {\displaystyle \rho } nicht, d. h. der Bereich {\displaystyle x_{1}<0} befindet sich für den Beobachter hinter einem Ereignis-Horizont.
Dass sich der Vakuum-Dichteoperator der Rindler-Raumzeit in der Form {\displaystyle \exp \left(-H_{\mathrm {mod} }\right)} schreiben lässt, ist trivial. Dies ist für alle Dichteoperatoren möglich. Ungewöhnlich an der Rindler-Raumzeit ist, dass der „modulare“ Hamiltonoperator {\displaystyle H_{\mathrm {mod} }} Translationen in der Eigenzeit konstant beschleunigter Beobachter generiert. Im allgemeinen Fall hat der modulare Hamiltonoperator keine anschauliche physikalische Bedeutung.
Die Elimination der Freiheitsgrade bei {\displaystyle x_{1}<0} ist ein essentieller Schritt der Herleitung, und man kann zeigen, dass dabei die Verschränkung der Feldfreiheitsgrade bei {\displaystyle x_{1}<0} und {\displaystyle x_{1}>0} eine Rolle spielt.